# 克里斯托夫·盖诺
克里斯托夫·盖诺（法語：Christophe Guénot，1979年1月7日—），生于圣雷米，法国男子摔跤运动员。曾参加2008年北京奥运和2012年伦敦奥运，其中在2008年北京奥运期间收获了男子古典式74公斤级项目的铜牌。